# Exúrbio

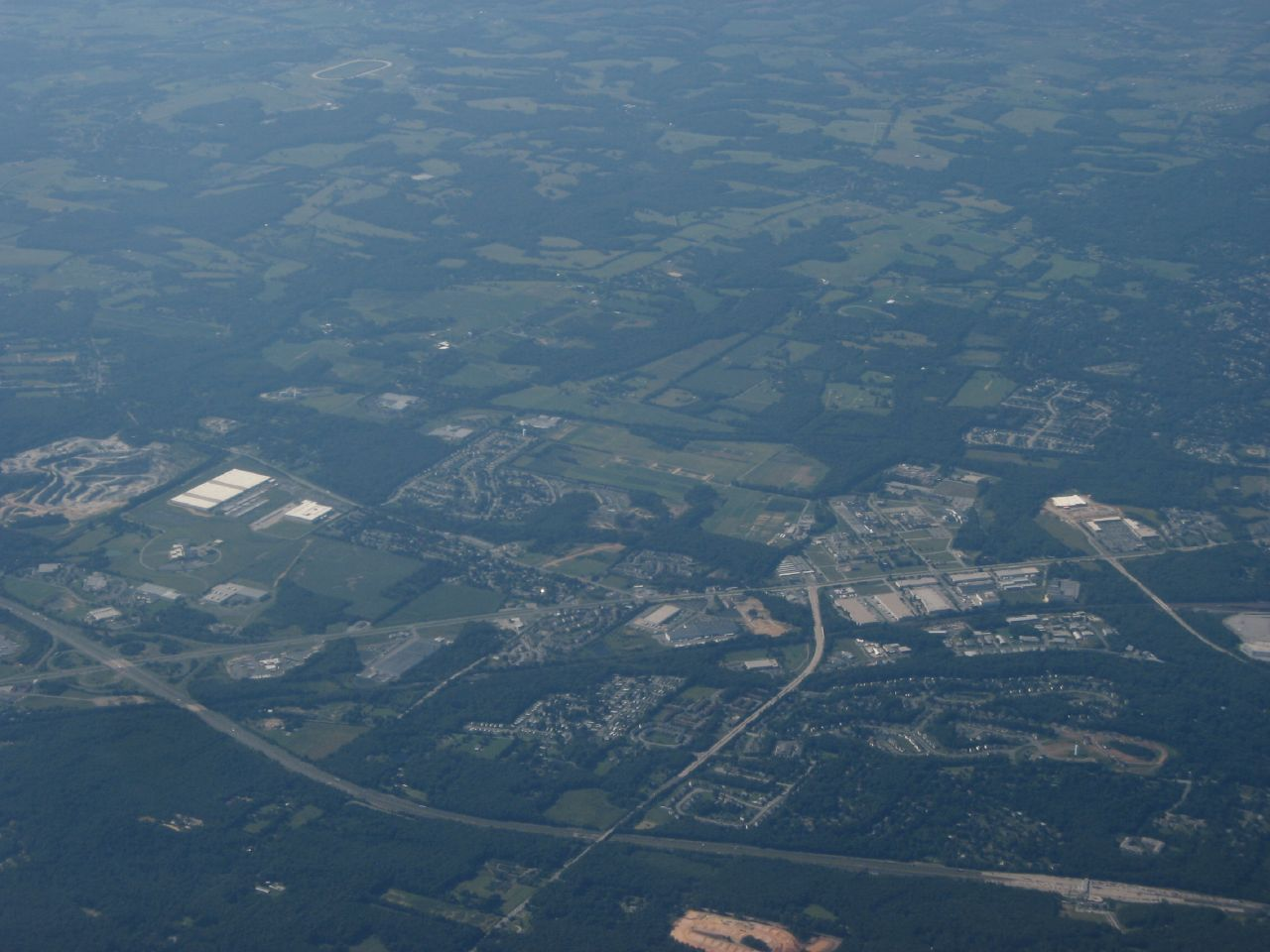
Densidade de estilo exurbano ao longo da fronteira Pensilvânia-Maryland-Delaware, parte da área metropolitana da Filadélfia

O desenvolvimento exurbano (lado esquerdo) mistura-se com o desenvolvimento suburbano (lado direito) no condado de Loudoun, Virgínia, na parte ocidental da área metropolitana de Baltimore–Washington.

Um exúrbio (ou alternativamente: área exurbana) é uma área fora da área suburbana interna tipicamente mais densa, na borda de uma área metropolitana, que tem alguma conexão econômica e de deslocamento com a área metropolitana, baixa densidade habitacional e crescimento. Configura uma interface entre paisagens urbanas e rurais de carácter urbano limitado pela sua interacção funcional, económica e social com o centro urbano, devido ao seu carácter residencial dominante. Os exúrbios consistem em "aglomerações de moradias e empregos fora dos limites municipais de uma cidade principal" e além dos subúrbios circundantes.

## Definições
A palavra exurb (uma aglutinação de de extra (externo) e urbano) foi cunhada por Auguste Comte Spectorsky, em seu livro de 1955  "The Exurbanites", para descrever o anel de comunidades prósperas além dos subúrbios, que são cidades suburbanas para uma área urbana. Em outros usos, o termo expandiu-se para incluir distritos extraurbanos populares que, no entanto, podem ter transportes deficientes e economias subdesenvolvidas devido à distância do centro urbano.
Os exubúrbios podem ser definidos em termos de densidade populacional em toda a área urbana estendida, por exemplo "o núcleo urbano (antigas áreas urbanas, incluindo Siming e Huli, onde a densidade populacional é superior a 51 pessoas por ha), a zona suburbana (antigas áreas urbanas e novas zonas urbanas de transição, incluindo Haicang e Jimei, onde a densidade populacional é superior a 8 pessoas por ha), e as áreas exurbanas (áreas recentemente urbanizadas, incluindo Tong'an e Xiang'an, onde a densidade populacional é inferior a 8 pessoas por hectare)". A mistura de ambientes urbanos e rurais levanta questões ecológicas.

## Exemplos por país

### China
- Distrito de Changping, Pequim
- Distrito de Shunyi, Pequim
- Aldeia de Shenjia, cidade de Loudi, província de Hunan [9]

### Rússia
- Rublyovka, Moscou [10]

### Estados Unidos
Desde o relatório Finding Exurbia da Brookings Institution em 2006, o termo é geralmente usado para áreas além dos exúrbio e, especificamente, menos densamente construídas e povoadas do que os subúrbios para os quais os residentes dos exúrbio se deslocam. Para se qualificar como exurbano, um setor censitário deve atender a três critérios:
- Conexão econômica com uma grande metrópole.
- Baixa densidade habitacional: terço inferior dos setores censitários em relação à densidade habitacional. Em 2000, era um mínimo de 1,1 ha por residente.
- Crescimento populacional superior à média da área metropolitana central.

Eles são baseados em conjuntos de dados publicados. Abordagens alternativas incluem trabalhar com dados LandScan e GIS do Oak Ridge National Laboratory.
As áreas exurbanas incorporam uma mistura de desenvolvimento rural (por exemplo, quintas e espaços abertos) e, em alguns locais, desenvolvimento de estilo suburbano (por exemplo, extensões de casas unifamiliares, embora geralmente em grandes lotes). Em áreas há muito colonizadas, como a megalópole do Nordeste dos EUA, as áreas exurbanas incorporam vilas, vilas e cidades menores preexistentes, bem como faixas de casas unifamiliares mais antigas construídas ao longo de estradas preexistentes que ligavam os centros populacionais mais antigos do que já foi uma área rural. A Brookings Institution listou condados exurbanos, definidos como tendo pelo menos 20% de seus residentes em setores censitários exurbanos.